# جزيرة باردامايان الصغرى
جزيرة باردامايان الصغرى وهي جزيرة من جزر إندونيسيا، وتتبع إقليم كليمنتان الجنوبية في إندونيسيا.